# Chambre de commerce européenne
La Chambre de commerce européenne à Bruxelles, est une association européenne ayant pour fonction d'informer les sociétés sur le droit international, et de rendre un avis consultatif en cas de litige.
Il y a deux organismes portant ce nom à Bruxelles, avec des adresses différentes sur leur site internet, mais en réalité domiciliées toutes deux au 3 rue abbé Cuypers à Etterbeek au moniteur Belge, l'une sous le nom en Français, l'autre sous le même nom en Allemand. Ce sont de simples ASBL qui n'ont aucune mission officielle de représentation légale des institutions Européennes.